# Игрище (община Куршумлия)
Вижте пояснителната страница за други значения на Игрище.
Игрище (на сръбски: Игриште или Igrište) е село в Сърбия, Топлишки окръг, община Куршумлия. Според Националната статистическа служба на Република Сърбия през 2011 г. селото има 24 жители.

## Демография
Броят на населението в годините 1948 – 2011 е както следва: